# La Boissière (Mayenne)
La Boissière è un comune francese di 130 abitanti situato nel dipartimento della Mayenne nella regione dei Paesi della Loira.

## Società

### Evoluzione demografica
Abitanti censiti